# Hardberg (Odenwald)
Der Hardberg bei Abtsteinach im hessischen Landkreis Bergstraße ist mit 593,1 m ü. NHN der dritthöchste Berg im Odenwald.

## Geographie

### Lage
Der Hardberg liegt im Naturpark Bergstraße-Odenwald an der Grenze zwischen dem kristallinen Vorderen Odenwald im Westen und dem Buntsandstein-Odenwald im Osten. Der Westhang und die Gipfellage gehören zur Gemarkung Unter-Abtsteinach der Gemeinde Abtsteinach. Am Nordosthang liegt in einer Rodung auf etwa 505 m Höhe die Ortschaft Siedelsbrunn der Gemeinde Wald-Michelbach. Die südlich anschließenden Waldflächen oberhalb von Siedelsbrunn bis zur Gipfelregion sind Teil der Waldgemarkung der Kerngemeinde Wald-Michelbach. Der Bergrücken des zum Zentwald gehörenden Hardbergs erstreckt sich in Nord-Süd-Richtung auf knapp 1 km Länge. Südlich schließt sich im selben Waldgebiet die Stiefelhöhe (584 m) an.

### Naturräumliche Zuordnung
Der Hardberg gehört in der naturräumlichen Haupteinheitengruppe Odenwald, Spessart und Südrhön (Nr. 14) in der Haupteinheit Sandsteinodenwald (144; siehe auch Buntsandstein-Odenwald) und zur Untereinheit Zentraler Hinterer Odenwald (144.6). Nach Norden fällt seine Landschaft in die Untereinheit Tromm-Odenwald (145.4) und nach Westen in die Untereinheit Eichelberg-Odenwald (145.1) ab, die beide zur Haupteinheit Vorderer Odenwald (145) gehören.

## Infrastruktur

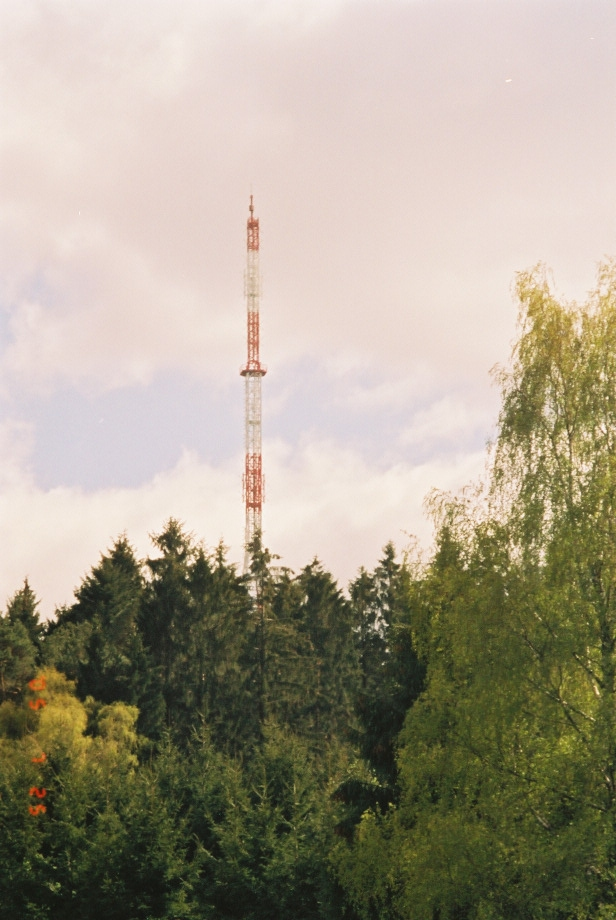
Turm des Senders Hardberg auf der Gipfelregion des Hardbergs

Auf dem Nordteil der Gipfelregion des Hardbergs steht der 1988 errichtete und 135 m hohe Turm des Senders Hardberg mit Sendeanlagen des Hessischen Rundfunks für UKW-Rundfunk und Richtfunk.
Am nördlichen Ausläufer des Hardbergs befand sich bis Oktober 2008 auf etwa 530 m Höhe die psychotherapeutische Fachklinik am Hardberg, das Gebäude dient seit 2010 als buddhistisches Kloster Siedelsbrunn. Auch liegt am nördlichen Waldrand das Sportgelände am Hardberg, das vom FC Ober-Abtsteinach genutzt wird.
Auf der 900 m langen Hardbergpiste, die sich mit Skilift auf dem nordöstlichen Berghang befindet, bestand die Möglichkeit zum Wintersport. Dieser wurde in den 1980er Jahren abgebaut.
Etwa 1,5 km südsüdöstlich des Hardberges befindet sich die Ruine der Wallfahrt- und Marienkultstätte St. Maria in Lichtenklingen.